# Шуи (етнос)
Шуи (на китайски: 水族 пинин: Shuǐzú) е една от 56-те признати народности в Народна република Китай и 25-ото по численост малцинство в страната. Почти всички представители на народа живеят в Китай, като по-голямата част от тях живеят в провинция Гуейджоу, а останалите в провинция Юннан и в Гуанси-джуанския автономен регион.
Малко повече от половината шуи говорят езика шуи, който принадлежи към таи-кадай езиковото семейство, в което влизат и лаоският и тайландският. Шуи е тонален език с богат набор от съгласни звуци. За писането на шуи могат да се използват както китайски йероглифи, така и писмеността шуи. Въпреки че тази писменост почти не се използва вече, през 2006 тя е обявена за културно наследство и китайското правителство взема мерки, за да я предпази от пълно изчезване.
Шуи традиционно живеят в огромни семейни кланове. Често срещана практика е членовете на един и същи клан да живеят в едно и също село или да са всичките му жители. Мнозинството от шуи са анимисти, които практикуват култ към предците. С навлизането на други религии в районите населени от шуи в техните вярвания са навлезли значителни заемки от будизма, таоизма и китайския фолклор.